# Nicolas Chaoui

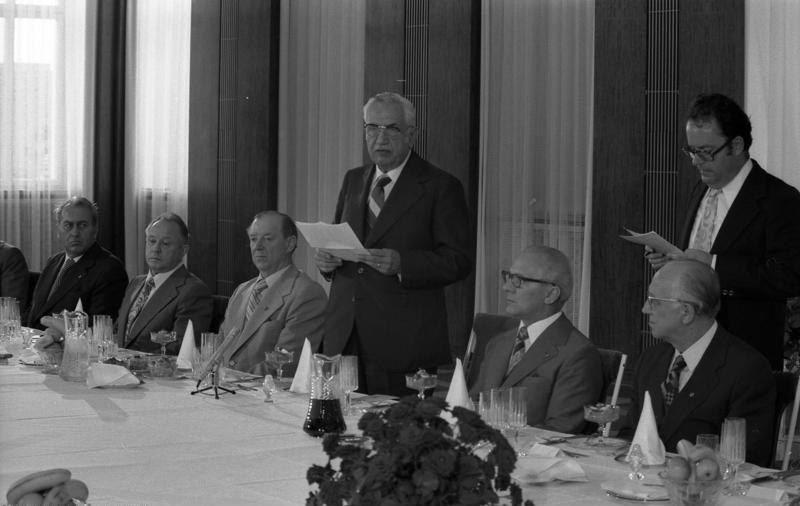
Erich Honecker (2.v.r.) gab am 23. Juni 1978 für die in der DDR weilende Delegation der LKP unter Leitung des Generalsekretärs des ZK der LKP, Nicolas Chaoui (stehend), im Palais Unter den Linden ein Essen.

Nicolas Chaoui (Niqula asch-Schawi; * 17. Juni 1912 in Tripoli; † 17. Februar 1983 in Beirut) war ein libanesischer Politiker. Er war von 1965 bis 1979 Generalsekretär der Libanesischen Kommunistischen Partei (LKP).

## Leben
Chaoui entstammte einer Familie griechisch-orthodoxen Glaubens. Er trat 1933 der Kommunistischen Partei Syriens und Libanons (KPSL) bei. Er war Redakteur der Parteizeitung Saut ash-Shaab (dt. „Volksstimme“). 1934 wurde er in das ZK gewählt, 1937 wurde er Sekretär des ZK der KPSL. Nach Teilung der Partei in eine Syrische Kommunistische Partei (SKP) und eine Libanesische Kommunistische Partei wurde Chaoui Mitglied und Sekretär des ZK der LKP. Zwischen 1948 und 1958, als SKP und LKP erneut vereinigt waren, war Chaoui Mitglied des ZK und der zentralen Parteiführung.
Von 1958 bis 1965 war Chaoui erneut Sekretär des ZK sowie von 1958 bis 1979 Mitglied des Politbüros des ZK und von 1965 bis 1979 Generalsekretär des ZK der LKP. Auf dem IV. Parteitag der LKP im Juli 1979 wurde George Hawi zum neuen Generalsekretär, Chaoui zum Ehrenvorsitzenden der LKP gewählt.
Chaoui nahm als Leiter der libanesischen Delegation an den Internationalen Beratungen der Kommunistischen und Arbeiterparteien in Moskau im November 1960 und im Juni 1969 teil. 1978 besuchte er mit einer Delegation die DDR.

## Schriften
- Kitabat wa dirasa (Schriften und Studien). Dar al-farabi, Beirut 1974.

Artikel
- Über einige neue Erscheinungen in der gegenwärtigen nationalen Befreiungsbewegung. In: Probleme des Friedens und des Sozialismus, Jg. IX, Heft 7 (1966), S. 556–561.
- Der Leninismus und einige Probleme der revolutionären Bewegung in den arabischen Ländern. In: Probleme des Friedens und des Sozialismus, Jg. XIII, Heft 5 (1970), S. 640–650.
- Die antiimperialistische Front und die arabische Befreiungsbewegung. In: Probleme des Friedens und des Sozialismus, Jg. XVII, Heft 7 (1974), S. 1036–1042.
- Die arabische nationale Befreiungsbewegung wird dem Druck des Imperialismus standhalten. In: Probleme des Friedens und des Sozialismus, Jg. XXII, Heft 4 (1979), S. 443–446.
- Strategie des Imperialismus und Nahostproblem. In: Probleme des Friedens und des Sozialismus, Jg. XXII, Heft 6 (1979), S. 723–732.
- Ausweg aus der Krise (Über den IV. Parteitag der LKP im Juli 1979). In: Probleme des Friedens und des Sozialismus, Jg. XXII, Heft 12 (1979), S. 1613–1621.